# Charles Hunt
Charles Cooke Hunt (* 1833 in England; † 1. März 1868 in Geraldton) war einer der ersten europäischen Entdecker, der vier Expeditionen ins Innere von Western Australia zwischen 1864 und 1866 durchführte.

## Leben
Hunt wurde 1833 in Brighton, Sussex in England getauft und war der Sohn von John George Hunt, einem Auktionator, und seiner Frau Mary Ann, geborenen Cooke. Es wird angenommen, dass er einen Master-Abschluss als Navigator im Jahre 1851 in Liverpool ablegte. Er erreichte im Jahre 1863 die Swan River Colony in Western Australia um 1863 und er lebte zunächst bei seinem Onkel in Newleyine. Er heiratete Mary Ann, geborene Seabrook, am 27. Dezember 1864 in Beverley und hatte einen Sohn und eine Tochter. Im Dezember 1865 wurde er sehr krank, im Januar 1868 verbrachte er einige Zeit im Hospital; schließlich starb er an Herzversagen am 1. März 1868 im Alter von 35 Jahren.

## Expeditionen
Er begann als Assistent-Landvermesser in Fremantle zu arbeiten, bevor er zum Landvermesser in der Nikol-Bay-Area wurde. Hunt erforschte die Küste um Port Hedland. Ein Pass zwischen dem De Grey River-Distrikt und dem Nikol Bay-Distrikt wurde später nach ihm benannt.
Im Jahre 1864 wurde er gefragt, ob er landwirtschaftliches Land und Wasservorkommen entlang der früheren Expeditionsroute von 1863 von Henry Lefroy im Coolgardie-Gebiet erforschen würde. Die Expeditionsgruppe von Hunt bestand aus sechs Teilnehmern und dem Aborigines-Fährtensucher Tommy Windich. Sie verließen York am 9. Juli und erreichten den Gnarlbine Rock am 16. August. Von Gnarlbine aus kamen sie an den Lake Lefroy. Hunt lieferte einen Bericht über gutes Grasland ab, das Lefroy gesichtet hatte. Dieses Gebiet wurde später nach dem Gouverneur Hampton benannt.
Seine dritte Expedition fand zwischen Januar und Oktober 1865 mit sechs Ruheständlern als Führer, zehn Sträflingen und George Mundial, einem Aborigine statt. Diese Expedition war ausgesandt worden, um einen Weg und Brunnen zwischen York und Gnarlbine für Viehtrieb auf die Hampton Plains zu schaffen. Sie installierten insgesamt 23 Brunnen.
Im Jahre 1866 begab sich Hunt mit einer anderen Gruppe auf Reise, um einen Weg mit Brunnen nach Lake Lefroy zu suchen und schuf einen Weg, der nordöstlich ins Coolgardie-Gebiet führte. Er schrieb in sein Tagebuch, dass es viele Gelegenheiten gab, um aufzuhören und dass er too ill to work today (deutsch: zu krank war, um zu arbeiten), aber trotzdem blieb er so lange, bis der Weg fertiggestellt war.
Die Prospektoren Bayley und William Ford nutzten 1891 den neuen Weg und die Brunnen auf dem Weg, wo sie erfolgreich in der Entdeckung von Gold waren. Der Weg wurde später von Charles O’Connor verwendet, um die Goldfields Water Supply Scheme zu bauen.